# Cophura arizonensis
Cophura arizonensis är en tvåvingeart som först beskrevs av Schaeffer 1916.  Cophura arizonensis ingår i släktet Cophura och familjen rovflugor. Inga underarter finns listade i Catalogue of Life.